# Hanns Kreisel
Hanns Kreisel (16 juillet 1931 - 18 janvier 2017) était un mycologue et un professeur émérite allemand.
Il est né à Leipzig en 1931. Kreisel était professeur à l'Université de Greifswald. Son domaine était la classification des funji, où il a étudié ce groupe d'organismes non seulement en Allemagne mais sur presque tous les continents, comme au Brésil, aux Seychelles, au Vietnam, à Cuba et en Syrie. Il avait réussi avec sa première collaboration à développer une flore fongique scientifiquement solide et actuelle du Yémen. Kreisel s'est également spécialisé dans les groupes fongiques des champignons intestinaux.
Kreisel était également l'éditeur de plusieurs revues scientifiques internationales. Il est décédé en janvier 2017 à Wolgast.

## Taxon éponyme
- Chrysosporium kreiselii Dominik 1965
- Kreiseliella U.Braun 1991[1]
- Kreiseliella typhae (Vasyag.) U.Braun 1991
- Meliola kreiseliana Schmied. 1989
- Passalora kreiseliana U.Braun & Crous 2002
- Peziza kreiselii G.Hirsch 1992
- Puccinia kreiselii M.Scholler 1996
- Tulostoma kreiselii G.Moreno, E.Horak & Altés 2002